# Milford (Ohio)
Pour les articles homonymes, voir Milford.
Milford est une ville des comtés de Clermont et de Hamilton fondée en 1796, dans l'État de l'Ohio, le long de la rivière Little Miami. Elle est considérée comme une ville du Grand Cincinnati. Il y a 6 710 habitants au recensement de 2010.

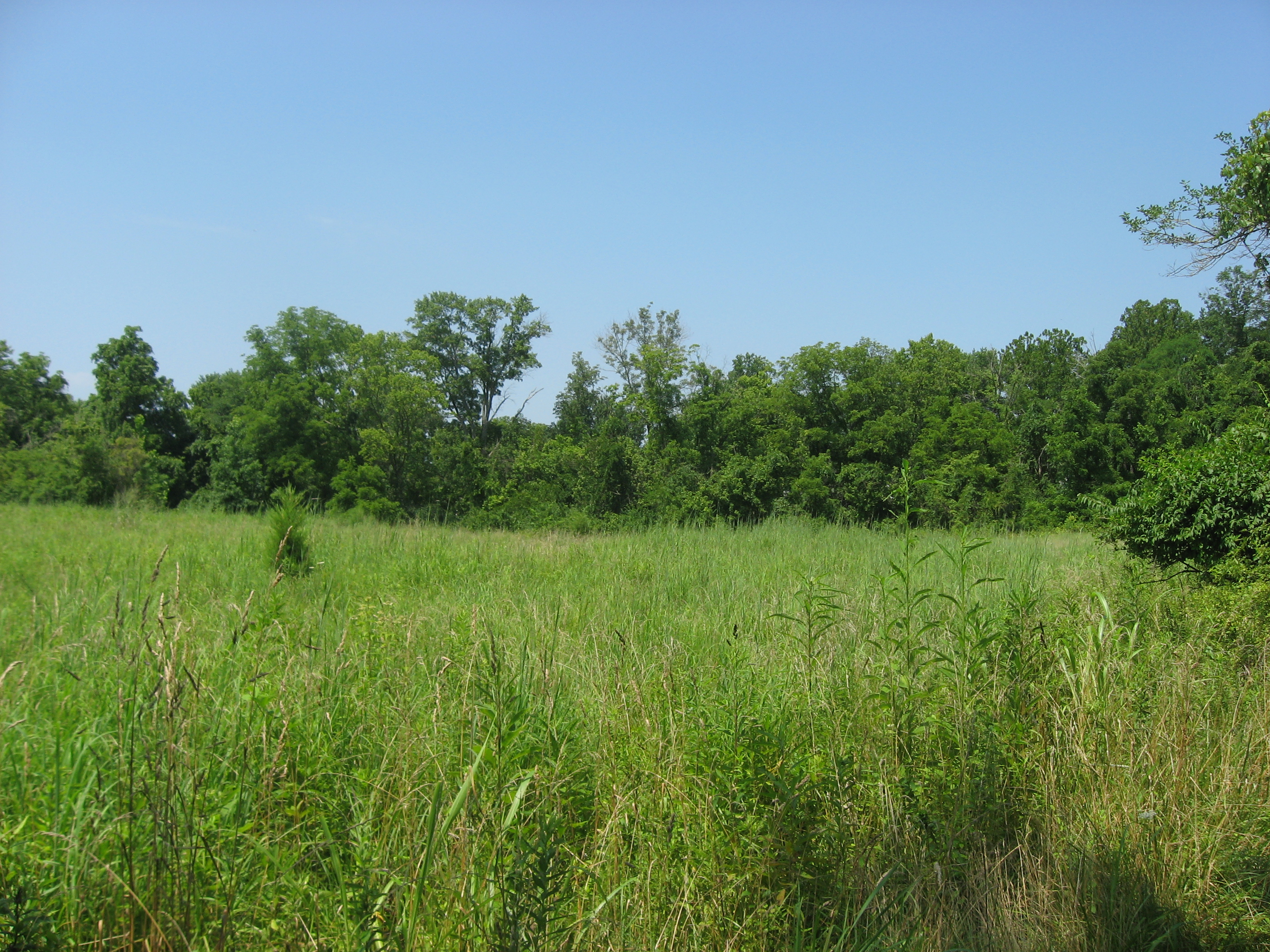
Gatch Site, site archéologique de la période sylvicole.

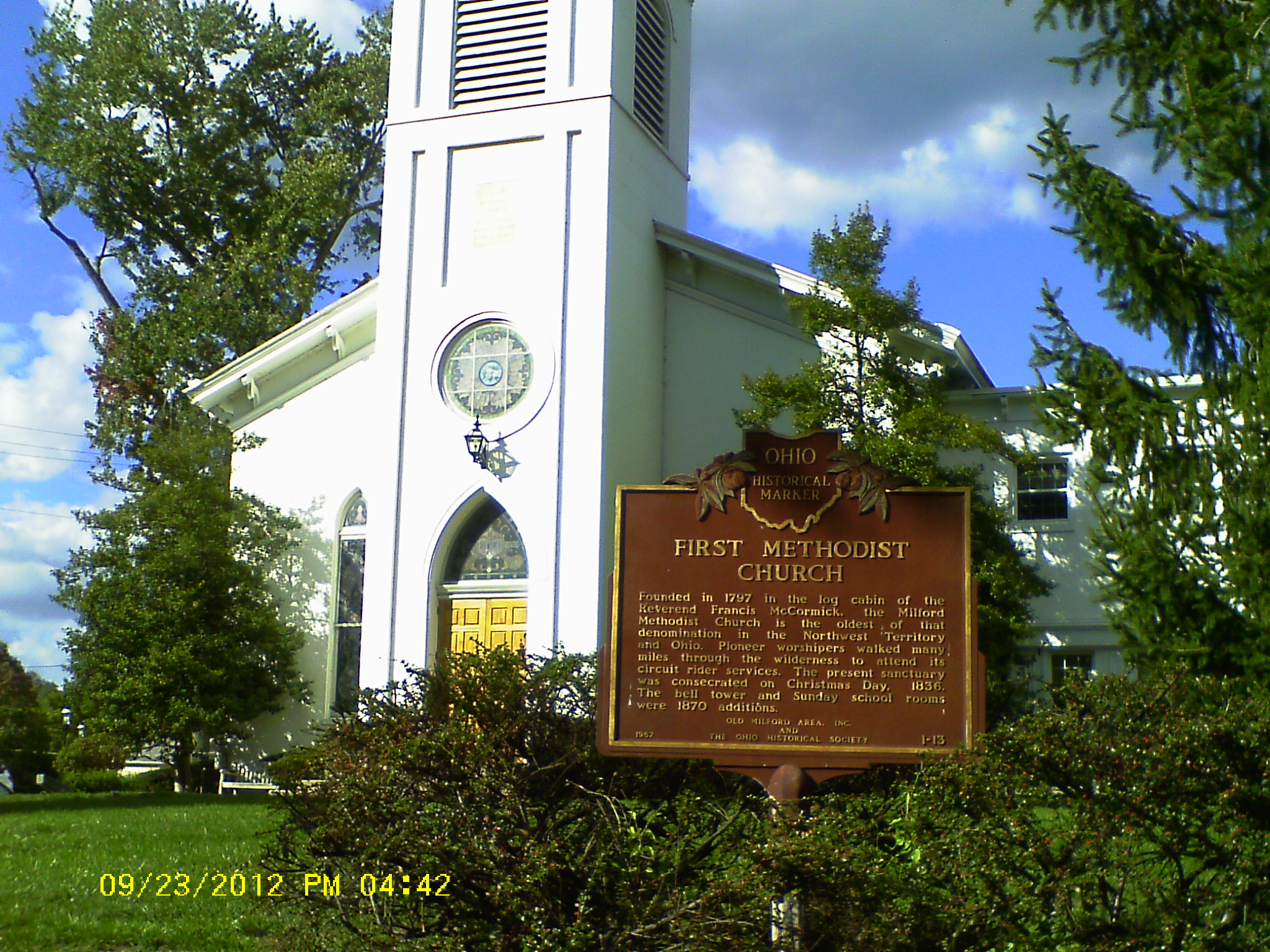
Première église méthodiste unie de Milford.

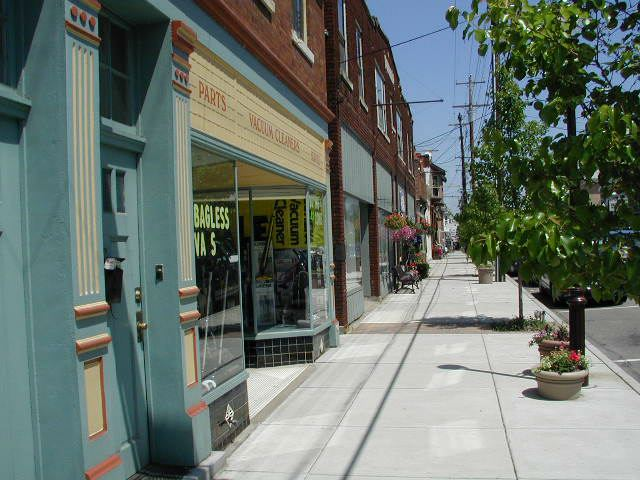
Rue principale.

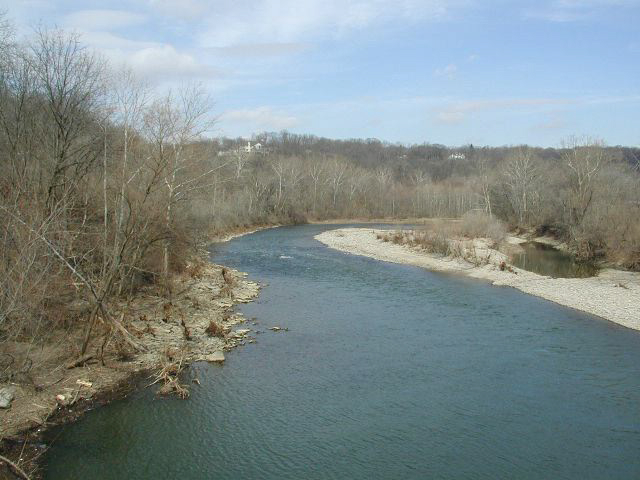
Little Miami River en 2007.

## Recensement de 2010
Au recensement de 2010, 6 709 personnes, 3 019 ménages et 1 572 familles vivent dans la ville. La densité de population est de 694 habitants/km². Il y a 3 291 unités de logement. La composition de la ville est de 94,6 % de blancs, 2,3 % d'afro-américains, 0,1 % d'amérindiens, 0,8 % d'asiatiques, 0,4 % d'autres races et 1,6 % de deux races ou plus.
Il y a 3 019 ménages dont 25,3 % ont des enfants de moins de 18 ans vivant avec eux, 36,0 % sont des couples mariés vivant ensemble, 11,6 % ont une femme au foyer sans mari présent, 4,5 % ont un homme au foyer sans femme présente, et 47,9 % ne sont pas des familles.
L'âge médian dans la ville est de 43,2 ans. 21,4 % des résidents ont moins de 18 ans, 6,9 % ont entre 18 et 24 ans, 24,3 % sont âgés de 25 à 44 ans, 25,5 % de 45 à 64 ans et 21,9 % ont 65 ans ou plus. La composition par sexe de la ville était de 45,2 % d'hommes et 54,8 % de femmes.